# Neoxeniades
Neoxeniades is een geslacht van vlinders van de familie dikkopjes (Hesperiidae), uit de onderfamilie Hesperiinae.

## Soorten
- N. bajula (Schaus, 1902)
- N. braesia (Hewitson, 1867)
- N. cincia (Hewitson, 1867)
- N. ethoda (Hewitson, 1866)
- N. irena Evans, 1955
- N. molion (Godman, 1901)
- N. musarion Hayward, 1938
- N. myra Evans, 1955
- N. scipio (Fabricius, 1793)
- N. tropa Evans, 1955

### Voorheen inTurmada
- N. camposa (Plötz, 1886)
- N. maravilha (Foetterle, 1902)
- N. turmada (Druce, 1912)